# Michael Dallapiazza
Michael Dallapiazza (* 7. Juli 1954 in Frankfurt am Main) ist ein deutsch-italienischer Germanist, Literaturwissenschaftler und Professor der Universität Bologna im Ruhestand mit dem Schwerpunkt auf der deutschen Literatur des Mittelalters und der Neuzeit sowie auf transkulturellen Perspektiven in der Literaturwissenschaft. Er ist zudem Herausgeber der Zeitschrift derekh. judaica urbinatensia und Gründer des Centro studi di cultura ebraica in Urbino. Er ist außerdem geschäftsführender Herausgeber der  Zeitschrift Jahrbuch für Internationale Germanistik (zusammen mit Hans-Gert Roloff), Mitherausgeber der Reihe Interkulturelle Begegnungen beim Peter Lang Verlag (zusammen mit Rita Unfer Lukoschik) und im Mitherausgebergremium der Alma Mater - Zeitschrift für interdisziplinäre Kultuforschungen.

## Leben und Wirken
Michael Dallapiazza studierte von 1976 bis 1981 an der Johann Wolfgang Goethe-Universität Frankfurt am Main die Fächer Ältere und Neuere deutsche Literatur, Philosophie sowie im Nebenfach Italianistik. 1981 wurde er bei Alfred Karnein mit einer Dissertation zum Thema Minne, hûsere und das ehlich leben. Zur Konstitution bürgerlicher Lebensmuster in spätmittelalterlichen und frühhumanistischen Didaktiken promoviert.
Nach einem Lehrauftrag an der Frankfurter Goethe-Universität im Jahr 1982 war er im akademischen Jahr 1982/83 als docente a contratto für Storia della lingua tedesca an der Universität Genua tätig. Anschließend war er von 1983 bis 1988 als DAAD-Lektor an der Universität Ca’ Foscari in Venedig und übernahm danach bis 1996 die Professur für Germanische Philologie an der Universität Triest. Von 1996 bis 2014 lehrte Dallapiazza an der Universität Urbino, wo er regelmäßig Veranstaltungen zur Neueren Deutschen Literatur anbot. 2014 habilitierte er sich für eine ordentliche Professur und wurde noch im selben Jahr an die Universität Bologna berufen, wo er seitdem als Professor für deutsche Literatur tätig war und seit Winter 2025 von derselben Universität im Ruhestand ist.
Gastprofessuren führten ihn unter anderem an die Universitäten Salzburg, Oslo, Rostock, Eichstätt, Würzburg, Bamberg, Innsbruck, Mailand (Cattolica), Palermo, Reykjavík, Kaunas, Berlin (TU und FU), Brescia, Aarhus, Verona, Düsseldorf und Porto.

## Forschungsschwerpunkte
Die Forschung von Michael Dallapiazza verbindet germanistische Mediävistik mit kulturgeschichtlichen, ideologiekritischen und transkulturellen Ansätzen. Seine Dissertation von 1981 analysierte didaktische deutschsprachige Literatur zwischen 1200 und 1500 unter Einbeziehung von Theorien Norbert Elias’ zur Affektregulation.
Seine Arbeiten befassen sich mit einer Vielzahl literatur- und kulturhistorischer Themen, darunter bürgerliche Lebensmuster und Ehekonzepte in der Vormoderne, die Rezeption italienischer Humanisten wie Boccaccio im deutschsprachigen Raum, sowie die literarische und ideologiekritische Bedeutung des Mittelalters für moderne Autoren. Weitere Schwerpunkte liegen in der Erzähltheorie, Traditionen der Lyrik, Literatur des 20. und 21. Jahrhunderts, deutsch-jüdischen Literaturgeschichte, bei Wolfram von Eschenbach und seiner Wirkung in der Moderne sowie in der Darstellung der „Protomoderne“ bei Autoren wie Oswald von Wolkenstein, Heinrich Wittenwiler und Johannes von Tepl.
Ein zentrales Anliegen seiner Forschung ist es, das Mittelalter nicht nur unter dem Aspekt der Alterität, sondern als Vorstufe moderner Subjektivitäts- und Gesellschaftsentwürfe zu begreifen.

## Würdigungen
Anlässlich seines 70. Geburtstags im Juli 2024 wurde auf Initiative von Chiara Conterno eine Festschrift im Jahrbuch für Internationale Germanistik geplant. Sie versammelt Beiträge von Kolleginnen, Kollegen sowie ehemaligen Schülerinnen und Schülern unter dem Titel Transnationalität und der Blick von außen. Deutschsprachige Literatur- und Kulturgeschichte in neuen Dialogräumen und reflektiert die breite thematische Spannweite und interkulturelle Orientierung des wissenschaftlichen Werks von Michael Dallapiazza.

## Werke (Auswahl)

### Monografien und Editionen
- Minne hûsere und das ehlich leben. Zur Konstitution bürgerlicher Lebensmuster in spätmittelalterlichen und frühhumanistischen Didaktiken. Frankfurt am Main/Bern 1981.
- Wie ein Mann ein fromm Weib soll machen. Mittelalterliche Lehren über Ehe und Haushalt. Frankfurt am Main 1984. 2. Auflage 1986, 3. Auflage 1989, japanische Ausgabe 1989.
- Die Boccaccio-Handschriften in den deutschsprachigen Ländern. Bamberg 1988.
- L’epica cortese. Pisa 1995 (= La letteratura tedesca medievale, vol. II).
- La letteratura intorno al 1400. Pisa 1997 (= La letteratura tedesca medievale, vol. X).
- Johannes de Tepla: Büchlein vom Ackermann/L'Aratore di Boemia. Hg. zusammen mit Karl Bertau und Alessandra Molinari. Trieste 1998 (= Quaderni di Hesperides, serie I: Testi, vol. 1).
- Dal Medioevo al Barocco. Bari 2001 (= Storia della letteratura tedesca. Vol.1). E-book 2015
- La letteratura dopo il 1945. Il Novecento (zusammen mit Claudio Santi). Bari 2001. (= Storia della letteratura tedesca. Vol. 3). E-book 2016.
- Wolfram von Eschenbach: Parzival. Berlin 2009.
- Tamar Radzyner – Nulla voglio dirti. Poesie e chansons. Hg. zusammen mit Giulia Fanetti. Pesaro 2021.

### Herausgeberschaften
- La ricezione di Dante Alighieri: Impulsi e tensioni. Hg. zusammen mit R. Unfer Lukoschik. München 2011.
- Dante Deutsch. Die deutsche Dante-Rezeption im 20. Jh. in Literatur, Künsten und Medien. Hg. zusammen mit A. Simonis. Bern et al. 2013.
- Schöne Kunst und reiche Tafel: über die Bilder der Speisen in Literatur und Kunst. Belle arti e buona tavola: sul significato delle pietanze nell’arte e nella letteratura. Hg. von S. Abderhalden, M. Dallapiazza, L. Macharis und A. Simonis. Bern et al. 2015
- La brevitas dall'Illuminismo al XXI secolo/Kleine Formen in der Literatur zwischen Aufklärung und Gegenwart. Scritti in onore di Giulia Cantarutti / Festschrift für Giulia Cantarutti. Hg. von M. Dallapiazza, P. Filippi und S. Ferrari. Frankfurt am Main/Bern 2016.
- Mittelalterbilder in der deutschsprachigen Literatur des langen 20. Jahrhunderts. Rezeption-Transfer-Transformation. Hg. zusammen mit S. Ruzzenenti. Würzburg 2018.
- Tierwelten und Textwelten. Beiträge der Bologneser Tagung. Hg. zusammen mit A. Simonis. In: Jahrbuch für internationale Germanistik. Reihe A, Kongressberichte, vol. 135. Bern 2020.
- Die Shoah in der deutschsprachigen Literatur. Hg. zusammen mit E. Pontini und A. Simonis. Lausanne 2024.

### Aufsätze
- Ideologiekritik und Wirkungsgeschichte. Gesammelte Essays. Bern 2020.
- „Ein Teutscher? träge Klötze...“ Klingers frühe Antwort auf Deutschtümelei und die Nationalisierung des Fauststoffes. Mit einem Ausblick auf Heines Tanzpoem. In: Menschen und Handeln im Zeichen transkulturellen Denkens. Festschrift Laura Auteri. Hg. von N. Barrale, A. Di Bella, S. Hoffmann und M. Weerning. Bern 2023, S. 331–343.
- Häßlichkeit und Individualität. Ansätze zur Überwindung der Idealität des Schönen in Wolframs von Eschenbach „Parzival“. In: Deutsche Vierteljahrsschrift für Literaturwissenschaft und Geistesgeschichte 58, 1985, S. 400–421.